# لوئیس گرابان
لوئیس گرابان (انگلیسی: Lewis Grabban؛ زادهٔ ۱۲ ژانویهٔ ۱۹۸۸) بازیکن فوتبال اهل بریتانیا است.
از باشگاه‌هایی که در آن بازی کرده‌است می‌توان به کریستال پالاس، اولدهام اتلتیک، مادرول، میلوال، برنتفورد، روترهام یونایتد، بورنموث، نوریچ سیتی، ردینگ، ساندرلند، استون ویلا و ناتینگهام فارست اشاره کرد.